# Alupka
Alupka (ukrainsk og russisk: Алу́пка, tr. Alupka; krimtatarisk: Alupka; græsk: Ἀλώπηξ, tr. Alòpex) er en bade- og kurby på halvøen Krim med 9.063 (2021) indbyggere. Byen ligger på sydkysten af Krim ud til Sortehavets kyst, ca. 17 km sydvest for byen Jalta.